# علي يوسف
هو الشيخ علي يوسفالمصري، من الشخصيات المبدعة اللامعة. ولد في سنة 1863م في بلصفورة من مديرية سوهاج بمصر.
هو أحد أشهر الصحفيين العرب. كان يرتجل صناعته الصحفية في كل شيء: في التقاط الأخبار، في جمع الآراء، وفي تحرير المقالات، وفي سياسة الجمهور وسياسة ولاة الأمور.

## نشأته
ولد يوسف في قرية «بلصفورة» في محافظة سوهاج عام 1863. تلقى مبادئ العلم صغيراً في بني عدي بمديرية أسيوط، ثم انتقل إلى القاهرة سنة 1881 حيث أكمل دروسه في الجامع الأزهر على أنه لم يكتف بما تلقاه في الأزهر من علومه اللغوية والدينية فأخذ يطالع كتب التاريخ والأدب والشعر.

## حياته العملية
في سنة 1885م نشر ديواناً شعرياً أسماه «نسمة السحر»، ثم ما لبث أن مال إلى الصحافة فأنشأ مجلة أدبية علمية أسبوعية اسمها الآداب في القاهرة صدرت في سنة 1885م اشترك معه فيها الشيخ أحمد ماضي، وقد كانت في ثماني صفحات فمضت متعثرة الخطى شكلاً ومضموناً وموضوعاً، ولكنها في السنة الأولى كانت تعالج المباحثات والخطب في المواضيع، وتتطرق إلى التربية الاجتماعية، وجمعت نخبة من أهل العلم في ذلك العهد. وكان يتردد إليها كبار رجال الأقلام وقادة الفكر. وظلت بضعة أعوام دائمة الصدور. ثم ما عتَّم أن تركها لينشئ في كانون الأول سنة 1889م جريدة المؤيد سياسيّة تدافع عن استقلال مصر.
كان علي يوسف الرئيس الأول لجريدة المؤيد التي أنشأها الزعيم مصطفى كامل، والتي صدر العدد الأول منها في 1 ديسمبر 1889 وأعلنت في هذا العدد إنها صحيفة تهدف إلى بث الأفكار المعتمدة والأخبار الصادقة والمبادرة إلى نشر الحوادث الداخلية. وشهدت المؤيد في أيام الشيخ يوسف صولات وجولات ضد معارضيه، وقد بدأت المؤيد بتمويل من «أحمد ماضي» صديق الشيخ، ثم وقع خلاف بين الشيخ وصديقه هدد «المؤيد» بالتوقف وأنقذ الموقف سعد زغلول الذي مكن الشيخ من مواصلة الإصدار. واعتبرت المؤيد مدرسة كبيرة للصحافة حيث نشرت لسعد زغلول ومصطفى كامل ومصطفى لطفي المنفلوطي وأحمد حافظ عوض وأحمد فتحي زغلول وعباس محمود العقاد وإبراهيم الهلباوي وإسماعيل أباظة وقاسم أمين. وعلى مدى 60 يومًا نشرت المؤيد عام 1899 كتاب تحرير المرأة لقاسم أمين مما يوضح استنارة الشيخ في مواقفه من المرأة المصرية، واتخذ الشيخ سياسة ذكية فأفسحت «المؤيد» صفحاتها للمعارضين والمؤيدين.

## المؤيد منبرًا
كانت في مصر في ذلك الوقت حركة سياسية وأفكار تحرّرية على إثر الاحتلال الإنجليزي لمصر. وكانت السياسة العامة ترمي إلى جلاء الإنجليز عن مصر... وكانت المحادثات جارية في هذا الشأن بين إنكلترا والباب العالي وآمال المصريين تتجه إلى هذه النقطة. واتفق ان صدرت جريدة المقطم في سنة 1888م. وكانت خطة هذه الجريدة تأييد الاحتلال في حين أحسّ بعض الوطنيين أنه يلزم إنشاء جريدة تساعد وتمهّد السبيل إلى إنقاذ مصر من الاحتلال فكانت جريدة «المؤيد».
ناصر الوطنيون هذه الجريدة أدبياً ومادياً لأنها وافقت ما في نفوسهم من تطلعات ورؤى. وقامت منافسة بينها وبين «المقطم» على أن مناصرة الوطنيين لهذه الجريدة لم تمنع من قيام بعض العقبات في سبيلها أو لعل بعض الأحوال ساعدت على قيام تلك العقبات، وأهمها «قضية التلغرافات» التي رفعتها الحكومة على الشيخ علي يوسف لأنه نشر تلغرافاً من السودان لم تأذن بنشره. وراح سكان القطر المصري يلهجون بهذه القضية مدة على ألسنتهم وفي أقلامهم ينتظرون الحكم فيها. ودخل «المؤيد» بعد ذلك في طور جديد. ثم ما لبث أن صادف عقبات أخرى لم تزده إلا حماسة حتى بلغ «المؤيد» إلى ما بلغ من الشهرة في العالمين العربي والإسلامي. وأصبح له في السياسة المصرية صوت عال ومسموع ونفوذ عظيم.
كان علي يوسف في جريدته شديد الدفاع عن استقلال مصر يطالب بجلاء الإنكليز وينتقدهم بشدة. ثم عدّل خطته في النقد فأصبح مطالباً بالجلاء باعتدال. وعندما أعلن الدستور العثماني وأصبح الخلاف بين الأحزاب العثمانية مستشرياً بينهم. كان «المؤيد» ضد الإتحاديين. وقد نصر الائتلافي على أن خطته الأولى كانت الدفاع عن الإسلام وحقوق المسلمين حيثما كانوا. استطاع علي يوسف أن يجذب كبار الأدباء إلى التحرير في المؤيد أمثال: مصطفى كامل ومصطفى لطفي المنفلوطي والإمام محمد عبده وسعد زغلول وحافظ عوض ومحمد كرد علي وإبراهيم المويلحي، وأحمد فتحي زغلول وقاسم أمين وعبد العزيز جاويش وحفني ناصف وجميل مدور وسليم سركيس ومحيي الدين الخطيب وعمر منصور وعبد القادر المغربي.
كانت الجريدة بفضل جهوده منتشرة انتشاراً واسعاً، إذ بقيت تصدر قرابة ثلاث وعشرين سنة متواصلة، وان تتمكن من طبع نحو أربعين ألف نسخة يتمّ توزيعها في مصر وخارج مصر. وقد نال من مُنشئها لقب الباشوية، وعيّن شيخاً للسادات الوفائية. وأصبح من العاملين في المصالح العامة، فأنشأ حزب الإصلاح الدستوري، وانتخب عضواً في مجلس الأمة. وتقرّب من الجناب الخديوي ونال ثقته العالية، وأصبح وجيهاً كبيراً يزوره الوزراء والأمراء. وأحرز الرتب والأوسمة الرفيعة من الدولة العثمانية.

## زواجه
وفي عام 1904 تزوج علي يوسف من صفية السادات دون معرفة أبيها الذي «جُن جنونه» عندما نشرت الصحف الخبر ورفع دعوة أمام المحكمة الشرعية بطالب فيها بإبطال الزواج والتفريق بين الزوجين. وظلت القضية مطروحة أمام المحكمة واهتز الرأي العام لها وقضي «الشيخ أبو خطوة» بتسليم «صفية» إلى أبيها الشيخ السادات لحين الفصل في الدعوة بحكم نهائي. فيما رفضت السيدة صفية الانتقال إلى بيت أبيها خوفًا من وقوع أذى عليها وخيرها القاضي «الشيخ الرافعي» أن تقبل الإقامة في بيته أو في بيت مفتي الديار المصرية أو بيت «الشيخ الرافعي» وكلها بيوت ذات سمعة طيبة وتأمن فيها صفية على نفسها. ووافقت صفية – على الإقامة في بيت الشيخ الرافعي. ونشر علي يوسف قصة زواجه في الصفحة الأولى من جريدة «المؤيد» التي كان يرأس تحريرها في ذلك الوقت، يوم النطق بالحكم أصدر القاضي «الشيخ أبو خطوة» قرارًا بإحالة الدعوة للتحقيق لإثبات أن «الشيخ السادات» من نسل «الحسين» – رضي الله عنه. ولإثبات أن «حرفة» علي يوسف، الصحافة «حرفة وضيعة».

## وفاته
توفي الشيخ علي يوسف في 25 أكتوبر سنة 1913.